# Trận Villersexel
Trận Villersexel là một trận đánh trong cuộc Chiến tranh Pháp-Phổ, diễn ra vào ngày 9 tháng 1 năm 1871. Đây là một trận đánh có quy mô nhỏ nhưng quyết liệt Day và bất phân thắng bại, giữa quân đoàn XIV của Đức do tướng August von Werder chỉ huy với một lực lượng lớn hơn của binh đoàn Loire thứ hai của Pháp do tướng Charles Denis Bourbaki chỉ huy. Mặc dù quân đội Pháp cuối cùng đã làm chủ được chiến trường Villersexel,, cuộc tiến công của quân đội Đức dưới quyền Werder đã giam chân các lực lượng được tổ chức yếu kém của đối phương, tạo điều kiện cho quân Đức được tăng viện. Trong trận chiến này, không bên nào chịu thiệt hại nghiêm trọng, nhưng quân Pháp chịu thiệt hại nặng nề hơn, trong đó hàng trăm người bị bắt làm tù binh và một số chiến lợi phẩm rơi vào tay quân đội Phổ.
Tướng Bourbaki của Pháp đã tiến xuống thung lũng Ognon để giải vây cho Belfort. Trước tình hình đó, tướng Werder của Phổ đã quyết định triệt thoái tới pháo đài này, và chiếm giữ các vị trí thuận lợi dọc theo sông Lisaine nhìn về Belfort. Ông ta bố trí binh lực để tiến về đằng sau, nhưng ban đầu ông cử một số lực lượng tiến đánh cánh trái của quân đội Pháp để trì hoãn đối phương. Sự xuất quân táo bạo của người Đức đã dẫn tới các cuộc giao tranh tại Marat và Villersexel vào ngày 9 tháng 1 năm 1871. Villersexel – nơi có một lâu đài kiên cố và Marat, vốn đã được các lực lượng yểm trợ sườn của quân Pháp bố phòng vững chãi, khi đội tiền vệ của Đức tiến đến. Quân đội Đức đã tấn công rất mãnh liệt, và một sư đoàn bộ binh Đức đã đột chiếm lâu đài Villersexel, đánh bật quân Pháp ra khỏi Marat, Moimay và Villersexel. Riêng tại Villersexel, quân Pháp đã mất không ít tù binh về tay quân Đức. Có tài liệu kể rằng, quân Pháp sau đó đã gắng sức tái chiếm Villersexel nhưng thất bại và phải triệt thoái, song tài liệu khác cho hay các đội quân được tuyển mộ của Pháp – với sức chiến đấu mạnh mẽ – đã giành lại được mọi vị trí bị mất về tay quân Phổ (trong đó có Villersexel), và quân Đức đã tiến hành triệt thoái sau một cuộc chiến lâu dài. Theo một tài liệu, khi Boubarki dốc các đội hình hàng dọc của ông ta ra hỗ trợ quân Pháp đã bại trận, thì quân Đức đã tiếp tục cuộc hành quân của mình để hội quân với quân chủ lực của quân đoàn XIV vốn đang triệt thoái xuống Belfort.
Bourbaki đã báo cáo với chính phủ Pháp về thắng lợi của ông. Trong khi đó, trận chiến cho Werder thấy rằng kẻ thù của ông đã không thể ngăn cản bước tiến của ông về Belfort, và cuộc triệt thoái được thực hiện bài bản của ông đã tạo điều kiện cho Werder đến được các vị trí phòng ngự dọc theo sông Lisaine ngay từ ngày 11 tháng 1 và tiến hành cố thủ tại đây. Và, sau trận Villersexel, quân đội Đức đã giáng cho Bourbaki một thất bại quyết định trong trận sông Lisaine, buộc quân của ông phải rút lui trong tình cảnh rất hỗn loạn.